# Lindernia

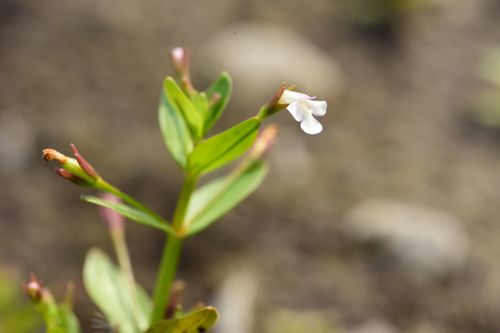
Kwitnąca lindernia mułowa

Lindernia (Lindernia All.) – rodzaj roślin z rodziny linderniowatych (Linderniaceae), dla której jest rodzajem typowym. Dawniej takson ten zaliczany był zwykle do rodziny trędownikowatych (Scrophulariaceae). Obejmuje 42 gatunki. Rośliny te występują na wszystkich kontynentach z wyjątkiem Antarktydy, największe zróżnicowanie osiągają w strefie międzyzwrotnikowej, brak ich na obszarach o klimacie chłodnym i na pustyniach. Do flory Polski należy jeden gatunek rodzimy – lindernia mułowa L. procumbens oraz jeden introdukowany – lindernia ząbkowana L. dubia (stwierdzona nad Jeziorem Goczałkowickim).

## Morfologia
PokrójRośliny zielne o pędach prosto wzniesionych, pokładających się lub płożących.
LiścieNaprzeciwległe, pojedyncze, ogonkowe lub siedzące, ząbkowane, rzadko całobrzegie. Użyłkowanie liścia pierzaste lub dłoniaste.
KwiatyPojedyncze lub zebrane w groniaste, pozornie baldaszkowate albo wiechowate kwiatostany wyrastające na szczycie pędu lub w kątach liści. Kielich składa się z 5 częściowo zrośniętych działek, czasem rozciętych z jednej strony. Korona kwiatu grzbiecista, dwuwargowa, z dolną wargą większą, górną mniejszą i wzniesioną prosto ku górze. Pręciki 4, przy czym czasem dwa z nich wykształcone są jako płonne prątniczki. Słupek powstaje z dwóch owocolistków.
OwoceTorebki z licznymi i drobnymi nasionami.

## Systematyka
Pozycja systematyczna
Rodzaj zaliczony do rodziny linderniowatych Linderniaceae. W dawniejszych ujęciach zwykle klasyfikowany do szeroko ujmowanych trędownikowatych Scrophulariaceae lub babkowatych Plantaginaceae.
Wykaz gatunków
- Lindernia alsinoides R.Br.
- Lindernia alterniflora (C.Wright) Alain
- Lindernia barkeri Wannan
- Lindernia beasleyi Wannan
- Lindernia benthamii Eb.Fisch., Schäferh. & Kai Müll.
- Lindernia brachyphylla Pennell
- Lindernia bryoides Eb.Fisch.
- Lindernia capensis Thunb.
- Lindernia conferta (Hiern) Philcox
- Lindernia congesta (A.Raynal) Eb.Fisch.
- Lindernia crassifolia (Engl.) Eb.Fisch.
- Lindernia dubia (L.) Pennell – lindernia ząbkowana
- Lindernia grandiflora Nutt.
- Lindernia hyssopioides (L.) Haines
- Lindernia intrepida (Dinter ex Heil) Oberm.
- Lindernia jiuhuanica X.H.Guo & X.L.Liu
- Lindernia lemuriana Eb.Fisch., Schäferh. & Kai Müll.
- Lindernia linearifolia (Engl.) Eb.Fisch.
- Lindernia madagascariensis  (Bonati) Eb.Fisch., Schäferh. & Kai Müll.
- Lindernia madayiparensis Ratheesh, Sunil & Nandakumar
- Lindernia manilaliana Sivar.
- Lindernia mexicana (S.Watson) T.Yamaz.
- Lindernia microcalyx Pennell & Stehlé
- Lindernia minima (Benth.) Mukerjee
- Lindernia monroi (S.Moore) Eb.Fisch.
- Lindernia monticola Nutt.
- Lindernia multicaulis (Urb.) Alain
- Lindernia multiflora (Roxb.) Mukerjee
- Lindernia natans Eb.Fisch.
- Lindernia paludosa (Bonati) Eb.Fisch.
- Lindernia parviflora (Roxb.) Haines
- Lindernia perrieri (Bonati) Thulin
- Lindernia procumbens (Krock.) Philcox – lindernia mułowa
- Lindernia pubescens (Benth.) F.Muell.
- Lindernia rotundata (Pilg.) Eb.Fisch.
- Lindernia rotundifolia (L.) Alston
- Lindernia srilankana L.H.Cramer & Philcox
- Lindernia stantonii Wannan
- Lindernia tamilnadensis M.G.Prasad & Sunojk.
- Lindernia tridentata (Small) D.Q.Lewis
- Lindernia viguieri (Bonati) Eb.Fisch.
- Lindernia yarun Wannan